# Paws of Fury: The Legend of Hank
Paws of Fury: The Legend of Hank (Nederlandse titel: De Legende van Samoerai Henk) is een Amerikaans-Brits-Chinese martialarts-computeranimatiefilm uit 2022, geregisseerd door Chris Bailey, Mark Koetsier en Rob Minkoff. De film is een losse bewerking van de Mel Brooks-film Blazing Saddles uit 1974. Het bevat de stemmen van Michael Cera, Ricky Gervais, Mel Brooks, George Takei, Aasif Mandvi, Gabriel Iglesias, Djimon Hounsou, Michelle Yeoh en Samuel L. Jackson.

## Verhaal
Hank, een ongelukkige hond, bevindt zich in een stad vol katten, die een held nodig hebben om hen te verdedigen tegen het kwaadaardige plan van een meedogenloze schurk om de stad van de kaart te vegen. Met de hulp van een onwillige leraar om hem te trainen, moet de underdog de rol van samoerai van de stad op zich nemen en samenwerken met de dorpelingen om de dag te redden.

## Stemverdeling

### Originele stemmen
- Michael Cera als Hank (beagle)
- Samuel L. Jackson als Jimbo (tuxedo)
- Ricky Gervais als Ika Chu (somali)
- Mel Brooks als Toshi (Brits korthaar)
- George Takei als Ohga (Manx)
- Gabriel Iglesias als Chuck (calico)
- Djimon Hounsou als Sumo (cyperse kat)
- Michelle Yeoh als Yuki (Pers)
- Aasif Mandvi als Ichiro (tuxedo)

### Nederlandse stemmen[2]
- Buddy Vedder als Henk
- Murth Mossel als Jimbo
- Frits Lambrechts als Shogun
- Charly Luske als Ika Chu
- Romy Winters als Emiko
- Joost Claes als Ichiro
- Simon Zwiers als Chuck
- Rob van de Meeberg als Ogha

## Release
De film ging in première op 10 juli 2022 in Los Angeles en werd op 15 juli 2022 in de bioscoop uitgebracht in de Verenigde Staten door Paramount Pictures en Nickelodeon Movies, door Huayi Brothers in China en door Sky Cinema in het Verenigd Koninkrijk.

## Ontvangst
De film ontving gemengde recensies van critici. Op Rotten Tomatoes heeft Paws of Fury: The Legend of Hank een waarde van 54% en een gemiddelde score van 5,00/10, gebaseerd op 46 recensies. Op Metacritic heeft de film een gemiddelde score van 45/100, gebaseerd op 13 recensies.

## Prijzen en nominaties
| Jaar | Prijs                                 | Categorie                  | Genomineerde(n)                            | Uitslag  |
| ---- | ------------------------------------- | -------------------------- | ------------------------------------------ | -------- |
| 2022 | Heartland International Film Festival | Truly Moving Picture Award | Chris Bailey, Mark Koetsier en Rob Minkoff | Gewonnen |